# Babadook
Babadook (The Babadook) è un film del 2014 diretto da Jennifer Kent e prodotto da Kristina Ceyton e Kristian Molière. Il film è interpretato da Essie Davis, Noah Wiseman, Daniel Henshall, Hayley McElhinney, Barbara West e Ben Winspear; è basato sul cortometraggio di Kent del 2005 Monster.
Il film è stato presentato in anteprima al Sundance Film Festival 2014 il 17 gennaio e ha generato attenzione e recensioni positive dalla critica negli Stati Uniti e in Europa, incassando 10,3 milioni di dollari contro un budget di 2 milioni di dollari. Inizialmente non ha avuto un gran successo commerciale in Australia ed è stato distribuito in edizione limitata nei cinema d'autore, a partire dal 22 maggio 2014.

## Trama
Amelia Vanek è una vedova che vive nella città australiana di Adelaide; stanca e depressa, ha allevato da sola il figlio autistico di sei anni Sam, in quanto suo marito Oskar è morto in un incidente d'auto, avvenuto mentre accompagnava Amelia in ospedale durante il travaglio. Sam è un bambino irrequieto e problematico, insonne e ossessionato dall'idea che dei mostri perseguitino lui e la madre; ciò lo porta a costruire diverse armi potenzialmente pericolose per sé stesso e gli altri, tanto che Amelia è costretta a ritirarlo da scuola. La donna stessa è estremamente provata mentalmente dalla condotta del figlio e non ha ancora superato la morte del marito, tanto da non festeggiare mai il compleanno di Sam il giorno effettivo in cui lo compie. Una notte, Sam chiede alla madre di leggergli un libro pop-up per bambini che ha trovato in casa, chiamato Mister Babadook. Nella storia si descrive una creatura mostruosa chiamata Babadook, un umanoide alto, pallido, indossante un cappello a cilindro e con dita artigliate, che tormenta le sue vittime quando si rendono conto della sua esistenza e gli permettono di entrare in casa. Amelia resta turbata dal libro e Sam si convince che il Babadook sia reale, al che il suo comportamento e la sua insonnia peggiorano, così come le condizioni psicologiche della madre.
In casa cominciano ad accadere strani eventi: le porte si aprono e chiudono da sole, si odono rumori di fonte incerta e Amelia trova frammenti di vetro nel proprio cibo. La donna attribuisce gli avvenimenti a Sam, il quale a sua volta incolpa il Babadook, quindi la madre strappa il libro e lo butta via. Alla sua festa di compleanno, Ruby, la cugina di Sam, litiga con lui riguardo alla morte di suo padre e il bambino la spinge fuori dalla casa sull'albero, ferendola. Claire, la sorella di Amelia, ammette esasperata di non sopportare Sam per il suo comportamento e lei si arrabbia. Tornando a casa, Sam litiga con sua madre e ha una visione del Babadook che gli causa un attacco epilettico. Viene portato dal pediatra, che consegna ad Amelia dei sedativi da somministrare al bambino.
Il giorno dopo, Amelia ritrova nuovamente il libro di Babadook sui gradini di ingresso. Sono state aggiunte nuove pagine illustrate che spiegano come la creatura diventerà più forte, se lei continua a negare la sua esistenza; oltretutto, mostrano dei pop-up di Amelia che uccide il cane di famiglia, Sam e poi sé stessa. Terrorizzata, Amelia brucia il libro e va dalla polizia, dopo aver ricevuto un'inquietante telefonata da parte di una voce mostruosa, che ripete la parola: "Babadook". Tuttavia, non ha prove da presentare e alla centrale ha una visione della creatura. A casa, Amelia comincia a chiudersi in sé stessa: passa le giornate guardando ossessivamente vari programmi in televisione, urlando contro Sam ogni volta che le "disobbedisce" e continua a dire di vedere il Babadook. Il suo stato mentale cade in un lento degrado, diventando sempre più paranoica e violenta; taglia il cavo del telefono per impedire a Sam di contattare qualcuno, lo minaccia con un coltello e ha frequenti visioni in cui lo uccide.
Successivamente, nel seminterrato, Amelia si incontra con Oskar che si offre di tornare da lei, se in cambio gli consegnerà il bambino. Realizzando che si tratta solo di una manifestazione del Babadook, la donna scappa attraverso la casa inseguita dalla creatura che, alla fine, riesce a raggiungerla e la possiede. Sotto la sua influenza, Amelia uccide il cane e tenta di attaccare Sam, il quale l'attira nel seminterrato, dove la mette fuori combattimento legandola. La donna cerca di ucciderlo nuovamente, ma poi sembra risvegliarsi ed espelle il Babadook dal suo corpo. Il demone trascina Sam in una stanza. Amelia lo salva e affronta un'altra visione di Oskar, capendo che non si tratta di lui, ma del Babadook sotto mentite spoglie. Urla furente al mostro che ha violato la sua casa e cercato di farle uccidere Sam; lo minaccia  che, se ci avesse provato di nuovo, lo avrebbe ucciso. Babadook ruggisce facendo anche dei versi di paura, tanto che Amelia riesce, con la forza di volontà, a far ritirare Babadook nel seminterrato.
Qualche settimana dopo, Amelia e Sam si sono ripresi e sono più sereni di quanto non siano mai stati. In una scena, raccolgono dei lombrichi che Amelia porta nel seminterrato dove risiede il Babadook, donandoglieli come nutrimento: madre e figlio non potranno liberarsi della creatura, ma, finché lo accudiranno, lui li lascerà in pace. Una volta calmato il Babadook, Amelia torna in cortile per festeggiare il compleanno di Sam.

## Promozione
Il 5 luglio 2015, in occasione del Gran Premio di Gran Bretagna di Formula 1, la Rai ha ritirato il trailer del film, inserito tra gli spot da trasmettere, in quanto ritenuto inadatto per una programmazione in fascia protetta.

## Accoglienza

### Incassi
Il film ha ottenuto un discreto successo commerciale: costato 2 milioni di dollari, ha incassato nel mondo oltre 10 milioni di dollari.

### Popolarità nella comunità LGBT
A partire dalla fine del 2016, il personaggio del Babadook è stato rappresentato come un'icona gay attraverso meme su internet, diffusi da Tumblr e da altri social network. Tutto è nato quando, per errore, il film è stato inserito nella categoria dei film a tematica LGBT su Netflix, nonostante l'assenza di riferimenti aperti alla cultura LGBT. Giornalisti e ammiratori hanno generato varie interpretazioni di sottotipo queer nel film, che erano spesso di natura ironica. Nel giugno del 2017, il Babadook ha generato migliaia di condivisioni e una rapida scalata tra le tendenze su Twitter ed è stato utilizzato come simbolo della comunità LGBT durante il mese del Pride di quell'anno.

## Libro pop-up
Dopo numerose richieste da parte dei fan, gli autori avviarono attraverso una campagna in stile crowfounding la produzione della replica di "Mister Babadook", il volume realizzato a mano e illustrato da Alex Juhasz presente nel film. L'opera in stile pop-up fu messa in vendita al costo di 80 dollari sul sito ufficiale (oggi non più funzionante) thebabadook.com.
Inizialmente la previsione era di 2.000 copie, ma dopo il successo di preordini che si attestò a 400 vendite nella prima settimana, la tiratura venne elevata a 7.500. La regista Jennifer Kent partecipò attivamente all'iniziativa, infatti per le prime 2.000 copie era previsto, nell'ultima pagina, un cartoncino con l'autografo in originale della regista e la numerazione trascritta a mano sotto la firma, così come anche sul cartone nero di imballo. Le successive 5.500 verranno vendute per gran parte senza la firma e solo alcune con la firma, ma senza numerazione. Fu un successo, ma le consegne subirono un ritardo enorme, tanto che gli acquirenti dovettero aspettare fino un anno e mezzo per riceverlo, il tutto a causa della lunga e minuziosa opera di manifattura necessaria al completamento dei volumi.
Kent e Juhasz a riguardo del progetto dichiararono:
“Ogni libro avrà una bellissima copertina rigida in tessuto rosso. E ogni immagine pop-up verrà stampata su carta di ottima qualità, incollata a mano e realizzata secondo i più alti standard. Proprio come il libro nel film. E per di più, non solo otterrai le pagine del libro nel film, la nostra scrittrice/regista Jennifer Kent e l'illustratore Alex Juhasz stanno aggiungendo altre pagine, continuando la storia di Mister Babadook in modo così lieve. Questa pubblicazione sarà una storia a sé stante, un pezzo associato al film, un vero originale."
L'ingegnere della carta Simon Arizpe dichiarò:
"Tutte le specifiche del libro sono le stesse nelle copie in edizione limitata come nella versione cinematografica, come il colore, la rilegatura e le dimensioni delle rifiniture. Tuttavia, il film mostra solo poche pagine del libro. Nella creazione dell'edizione limitata abbiamo utilizzato quelle stesse pagine, ma abbiamo anche progettato diverse nuove pagine per completare la storia. Per quanto riguarda la carta non c'era una finitura speciale. Quando lavoro su un libro pop-up, mi piace usare carta non patinata/non finita perché consente ai pezzi di aderire più saldamente quando incollati. Dopo che la carta è stata stampata, i pezzi vengono fustellati, quindi ogni foglio viene assemblato. Vivo a New York, Jen la regista e Kristina la produttrice sono in Australia, e Alex l'illustratore è a Montreal, per questo motivo, abbiamo dovuto fare molte riunioni Skype a tarda notte/al mattino presto per assicurarci di trovare un momento in cui tutti fossero svegli. Ma eravamo tutti bravi a riguardo, e per un po' ho sempre saputo esattamente che ora fosse a Sydney."
Aggiunge:
“Per me, la cosa davvero grandiosa di questo progetto è che tutte le persone coinvolte erano così appassionate nel lavorarci. Tutti volevano realizzare il miglior libro possibile. Questo non accade in tutti i progetti. Inoltre, è un libro pop-up horror! Quando sarà la prossima volta che avrò la possibilità di farlo?”
L'australiana casa di produzione Causeway Films promise di avviare una ristampa del libro al costo di 100 dollari, con l'etichetta "seconda edizione", senza firma dell'autrice, ma mantenendo gli stessi standard elevati della tiratura originale se si fosse giunti almeno a 2.500 preordini entro la data del 1º gennaio 2019. Il progetto abortì qualche mese più tardi, i pochi ordini furono annullati e successivamente rimborsati.
Nel tempo il valore del volume originale prima (e unica) edizione di "Mister Babadook" numerato e autografato da Jennifer Kent è salito alle stelle, divenendo oggetto di culto per i pochi fortunati possessori. Ricercatissimo dai collezionisti e amanti del film, ha contribuito a lanciare la pellicola nell'immaginario collettivo quale "cult movie" già largamente apprezzato dalla critica di tutto il mondo.

## Riconoscimenti
- 2015 - AACTA Award
  - Miglior film (ex aequo con The Water Diviner)
  - Miglior regia a Jennifer Kent
  - Miglior sceneggiatura originale a Jennifer Kent
  - Candidato per la miglior attrice protagonista a Essie Davis
  - Candidato per il miglior montaggio a Simon Njoo
  - Candidato per la miglior scenografia a Alex Holmes
- 2015 - Empire Awards[6]
  - Miglior horror
  - Candidato per il miglior debutto femminile a Essie Davis
- 2015 - Saturn Awards[7]
  - Candidato per il miglior film horror
  - Candidato per la miglior attrice a Essie Davis
  - Candidato per il miglior attore emergente a Noah Wiseman
- 2014 - New York Film Critics Circle Awards
  - Miglior opera prima